# Padang Kaduduk
Padang Kaduduk is een bestuurslaag in het regentschap Payakumbuh van de provincie West-Sumatra, Indonesië. Padang Kaduduk telt 1035 inwoners (volkstelling 2010).